# Roggenstein (Emmering)
Roggenstein ist ein Gemeindeteil von Emmering im Landkreis Fürstenfeldbruck in Bayern. 

## Lage
Die Einöde liegt nördlich von Eichenau.
Auf dem Gebiet liegt das Lehr- und Versuchsgut Roggenstein der Technischen Universität München.
Ab 1896 gab es am Hofgut Roggenstein einen eigenen Haltepunkt der Bahnstrecke München–Buchloe, der 1935 durch den weiter östlich gelegenen Haltepunkt Eichenau ersetzt wurde.

## Baudenkmäler
Siehe auch: Liste der Baudenkmäler in Roggenstein
- Kapelle St. Georg
- Burgstall Roggenstein